# ラフェルトノコギリクワガタ
ラフェルトノコギリクワガタ（Prosopocoilus lafertei）は、コウチュウ目クワガタムシ科ノコギリクワガタ属に分類されるクワガタムシである。

## 分布域
ニューカレドニア島、ロイヤルティ諸島、ニューへブリデス諸島に生息する。

## 体の特徴
太平洋上の島々に長く隔離されていた為か、比較的スマートな種類が多いノコギリクワガタ類は見られない厚みがあって太目という特異な体型をしている。前翅は美しいオレンジ色である。体長は♂４３～８１．２ｍｍ、♀３１．３～３５．９ｍｍ。
ノコギリクワガタ属の中でも、本種は近似種であるウォレスノコギリクワガタやハスタートノコギリクワガタと並んで、樹にしがみつく脚力が強い。

## 飼育、生態
本種は１８５２年に記載されて以来７０年も採集されていなかった珍品。数年前のヨーロッパでは体長５０ｍｍの小型個体でも１７万円もの値がついていた。長い時を経て、水沼哲朗氏が採集した事により、近年、流通するようになった。ニューへブリデス諸島においては、現地で「クリスマスツリー」と呼ばれるマメ科植物の枝先を齧り、♀の周りに２～３頭の♂がいるという感じである。飼育は簡単、容易に大型個体も羽化する。マット内にもよく産卵する為、良質の微粒子発酵マットを使用すると良い。幼虫期間は極めて長く、１０ケ月～１年２ケ月で成虫になる。